# العلاقات السيراليونية المولدوفية
العلاقات السيراليونية المولدوفية هي العلاقات الثنائية التي تجمع بين سيراليون ومولدوفا.

## مقارنة بين البلدين
هذه مقارنة عامة ومرجعية للدولتين:
| وجه المقارنة                                              | سيراليون       | مولدوفا                           |
| --------------------------------------------------------- | -------------- | --------------------------------- |
| المساحة (كم2)                                             | 71.74 ألف      | 33.85 ألف                         |
| عدد السكان (نسمة)                                         | 7.56 مليون     | 2.55 مليون                        |
| الكثافة السكانية (ن./كم²)                                 | 105.38         | 75.33                             |
| العاصمة                                                   | فريتاون        | كيشيناو                           |
| اللغة الرسمية                                             | لغة إنجليزية   | اللغة المولدوفية، اللغة الرومانية |
| العملة                                                    | ليون سيراليوني | ليو مولدوفي                       |
| الناتج المحلي الإجمالي (بليون دولار)                      | 3.77 مليار     | 8.13 مليار                        |
| الناتج المحلي الإجمالي (تعادل القوة الشرائية) بليون دولار | 10.13 مليار    | 17.94 مليار                       |
| الناتج المحلي الإجمالي الاسمي للفرد دولار أمريكي          | 653            | 3.65 ألف                          |
| الناتج المحلي الإجمالي للفرد دولار أمريكي                 | 1.97 ألف       | 4.98 ألف                          |
| مؤشر التنمية البشرية                                      | 0.413          | 0.693                             |
| رمز المكالمات الدولي                                      | +232           | +373                              |
| رمز الإنترنت                                              | .sl            | .md                               |
| المنطقة الزمنية                                           | 00             | ت ع م+02:00، ت ع م+03:00          |

## منظمات دولية مشتركة
يشترك البلدان في عضوية مجموعة من المنظمات الدولية، منها:
| علم المنظمة | اسم المنظمة                               | تاريخ انضمام سيراليون | تاريخ انضمام مولدوفا |
| ----------- | ----------------------------------------- | --------------------- | -------------------- |
|             | مؤسسة التنمية الدولية                     | 13 نوفمبر 1962        | 14 يونيو 1994        |
|             | يونسكو                                    | 28 مارس 1962          | 27 مايو 1992         |
|             | مؤسسة التمويل الدولية                     | 10 سبتمبر 1962        | 10 مارس 1995         |
|             | منظمة حظر الأسلحة الكيميائية              | ?                     | ?                    |
|             | الأمم المتحدة                             | 27 سبتمبر 1961        | 2 مارس 1992          |
|             | الاتحاد الدولي للاتصالات                  | 30 ديسمبر 1961        | 20 أكتوبر 1992       |
|             | منظمة الشرطة الجنائية الدولية             | ?                     | ?                    |
|             | البنك الدولي للإنشاء والتعمير             | 10 سبتمبر 1962        | 12 أغسطس 1992        |
|             | الاتحاد البريدي العالمي                   | ?                     | ?                    |
|             | المركز الدولي لتسوية المنازعات الاستشارية | 14 أكتوبر 1966        | 4 يونيو 2011         |
|             | وكالة ضمان الاستثمار متعدد الأطراف        | 20 يونيو 1996         | 9 يونيو 1993         |
|             | منظمة التجارة العالمية                    | ?                     | ?                    |

## وصلات خارجية
- موقع وزارة الخارجية المولدوفية